# Independencia de Cuenca
La Independencia de Cuenca fue un suceso trascendental ocurrido el 3 de noviembre de 1820, que inició el proceso de emancipación de los territorios de la Provincia de Cuenca, que hasta entonces formaban parte de la Real Audiencia de Quito y esta, a su vez, del Virreinato de la Nueva Granada.  

## Antecedentes

### Constitución de Cádiz de 1812
El Cabildo cuencano conoció de la instalación de la Junta Suprema Central en Aranjuez, por un oficio enviado por el virrey de la Nueva Granada. El 23 de marzo de 1809, el cabildo consultó al virrey la forma de practicar el juramento a la Junta Suprema. La distribución de representantes en la Junta Central no fue equitativa, las provincias peninsulares poseían dos representantes por cada una, a diferencia de cada reino americano que solo poseía uno.
Los representantes de la Real Audiencia de Quito no ejercieron la representación directa del reino, si no como parte de la representación de Santa Fe. Guayaquil eligió a sus representantes como parte del Virreinato del Perú, a pesar de que su dependencia de Lima, desde 1803, era en lo militar y político pero, en lo jurídico lo era de la Audiencia de Quito y en lo religioso de la Diócesis de Cuenca. El diputado por el Cabildo de Cuenca, ante la Junta Central en 1809, fue Fernando Guerrero de Salazar.
La creación de la Segunda Junta de Gobierno, como parte de los procesos revolucionarios en Quito, provocó que Cuenca, desde el 12 de febrero de 1812, se convirtiera en sede del Gobierno y Tribunal de la Audiencia de Quito. La jurisdicción de la Audiencia de Quito en Cuenca incluía el Corregimiento de Loja y la Gobernación de Jaén.

## Revolución del 3 de noviembre de 1820
La falta de armas fue uno de los principales impedimentos para la ejecución de los planes independentistas. Para conseguir las armas, los patriotas idearon un plan para hacerse de aquellas, que poseía la guarnición militar de la ciudad.
El día 3 de noviembre de 1820, se ejecutó el plan delineado por los patriotas. José María Vázquez de Noboa, alcalde primero de Cuenca, ordenó publicar unas Reales Órdenes acompañadas, como era costumbre, por una escolta militar. Nueve patriotas, entre los que se encontraba el escribano Zenón de San Martín y quien los lideraba, el capitán Tomás Ordóñez, esperaban en una de las esquinas y durante la lectura de las órdenes, saltaron sobre la escolta y la desarmaron. En la lucha, Tomás Ordóñez fue herido en una pierna con una bayoneta. Una vez, conseguidas las armas, los patriotas se replegaron hacia la plaza de San Sebastián, donde proclamaron la independencia de la Provincia de Cuenca.
El comandante militar realista, Antonio García se atrincheró en la plaza principal junto con la guarnición, las municiones y cañones que disponía. Los patriotas se trasladaron, al barrio del Vecino, para establecer su cuartel general, porque en este lugar estratégico al norte de la ciudad, les permitiría recibir refuerzos desde los pueblos de la Provincia.
El día 4 de noviembre, continuó el enfrentamiento en la plaza. Desde Chuquipata llegaron refuerzos patriotas, liderados por el párroco Javier Loyola, los realistas ante la falta de apoyo y el aislamiento resolvieron rendirse y entregar las armas.

### Consejo de la Sanción
Vázquez de Noboa, mediante oficio circular, ordenó a las autoridades de los pueblos y corporaciones de la Provincia que el 12 de noviembre eligieran diputados, con pluralidad absoluta de votos, para que asistan al Consejo de la Sanción en la capital provincial. El día 15 de noviembre, el Consejo, presidido por Vázquez de Noboa, sancionó el Plan de Gobierno que constituyó la Provincia Libre de Cuenca como república.
|    | Pueblo/Partido/ Corporaciones                             | Diputado                         | Electores (Firmas acta de elección) |
| -- | --------------------------------------------------------- | -------------------------------- | ----------------------------------- |
| 1  | Baños                                                     | Juan Contreras Hurtado           | 13                                  |
| 2  | Pucará                                                    | Francisco Illescas               | 9                                   |
| 3  | Sígsig                                                    | Antonio Moreno y Ortiz           | 31                                  |
| 4  | Cañar                                                     | Francisco Cueto Bustamante       | 20                                  |
| 5  | Girón                                                     | Juan Bautista Sánchez            | 16                                  |
| 6  | San Andrés de Jadán                                       | Mariano de Mora                  | Sin firmas                          |
| 7  | San Bartolomé                                             | Juan Francisco Gómez de Arce     | Sin firmas                          |
| 8  | Paccha                                                    | José Ochoa de Berna y Serrano    | 28                                  |
| 9  | Paute                                                     | José de la Vega y Veintemilla    | 65                                  |
| 10 | [[Archivo:\|20x20px\|border\|Bandera de Azogues]] Azogues | Juan Orosco y Guerrero           | 41                                  |
| 11 | Taday                                                     | Bernardino Sisniegas             | 22                                  |
| 12 | Asmal (Guachapala)                                        | Juan Antonio Aguilar             | Sin firmas                          |
| 13 | Clero                                                     | Miguel Custodio Veintemilla      | Sin firmas                          |
| 14 | Cabildo eclesiástico                                      | Juan Aguilar Cubillús            | 7                                   |
| 15 | Oña                                                       | Josef Serrano                    | 20                                  |
| 16 | Cumbe                                                     | Bonifacio Ramírez                | 14                                  |
| 17 | El Exido                                                  | Miguel Rodríguez                 | Sin firmas                          |
| 18 | Cañaribamba                                               | Santiago Arias                   | 80                                  |
| 19 | Déleg                                                     | José Machuca Cardoso             | 18                                  |
| 20 | Ayuntamiento de Cuenca                                    | Francisco Chica y Astudillo      | 8                                   |
| 21 | Jima                                                      | Juan Crisóstomo Zhunio           | 6                                   |
| 22 | Gualaceo                                                  | Manuel Dávila y Chica            | 33                                  |
| 23 | Biblian                                                   | Pedro López Argudo               | 16                                  |
| 24 | Nabón                                                     | Manuel Ullauri y Quebedo         | 12                                  |
| 25 | Sidcay                                                    | Manuel Ramírez                   | Sin firmas                          |
| 26 | El Valle                                                  | Manuel Guerrero                  | Sin firmas                          |
| 27 | Chuquipata                                                | Miguel Malo                      | Sin firmas                          |
| 28 | Molleturo                                                 | José Veintemilla                 | Sin firmas                          |
| 29 | Comercio                                                  | José Cárdenas                    | Sin firmas                          |
| 30 | Agricultores                                              | José María Borrero y Baca        | Sin firmas                          |
| 31 | Comunidades religiosas                                    | Alejandro Rodríguez              | Sin firmas                          |
| 32 | Abogados                                                  | Joaquín Salazar                  | Sin firmas                          |
| 33 | Gremios                                                   | Felipe Antonio Tello de la Chica | Sin firmas                          |
| 34 | Milicia                                                   | Felipe Serrano                   | Sin firmas                          |

El Plan de Gobierno estableció un Senado de Justicia compuesto por cuatro magistrados, con atribuciones únicamente en segunda y tercera instancia. De los cuales, tres se encargarían de la judicatura y el cuarto, de menor antigüedad, fungiría de fiscal en lo civil, criminal y hacienda. Además, el Senado tendría un secretario relator y otro de cámara. Los senadores de justica fueron: Joaquín de Salazar y Lozano, Miguel Gil Malo, Salvador de la Pedrosa y Manuel Arévalo.
El Consejo de la Sanción conformó el Supremo Tribunal de Gobierno mediante votación, con pluralidad absoluta de votos, fueron elegidos: José Miguel Carrión, Alejandro Rodríguez, José Cárdenas, Manuel Dávila y José María Borrero.
Para el Gobierno del interior, la autoridad recaía en los ayuntamientos compuestos por dieciséis regidores, dos alcaldes ordinarios, dos procuradores y un secretario, elegidos anualmente, de forma análoga a la Constitución española.